# 桐山製作所
有限会社桐山製作所（きりやませいさくしょ）は、理化学用実験ガラス器具の製造を主な事業としている、東京都荒川区に本社を置く企業である。代表的な製品として桐山ロートなどが挙げられ、そのほか様々な理化学用実験ガラス器具を製造、供給している。